# Биксјер ле Вилијер
Биксјер ле Вилијер (фр. Buxières-lès-Villiers) насеље је и општина у североисточној Француској у региону Шампањ-Арден, у департману Горња Марна која припада префектури Шомон.
По подацима из 2011. године у општини је живело 217 становника, а густина насељености је износила 43,66 становника/km². Општина се простире на површини од 4,97 km². Налази се на средњој надморској висини од 286 метара.

## Демографија
| 1962. | 1968. | 1975. | 1982. | 1990. | 1999. | 2011. |
| ----- | ----- | ----- | ----- | ----- | ----- | ----- |
| 66    | 100   | 108   | 127   | 162   | 196   | 217   |

График промене броја становника у току последњих година